# Metacatharsius kindiai
Metacatharsius kindiai là một loài bọ cánh cứng trong họ Bọ hung (Scarabaeidae).